# A Matter of Life and Death
A Matter of Life and Death é o décimo quarto álbum de estúdio da banda inglesa de heavy metal Iron Maiden. O disco foi lançado dia 28 de agosto de 2006 na Europa e dia 11 de setembro de 2006 no Brasil, via EMI. É o terceiro disco gravado com a atual formação, precedido por Brave New World e Dance of Death. Dois singles foram lançados, "The Reincarnation of Benjamin Breeg" e "Different World". O disco vem em duas versões: uma simples e outra com um DVD bônus.
A banda negou que estivesse fazendo um álbum conceptual, mas a maioria das faixas lida com guerra e religião. Em especial, "Brighter Than a Thousand Suns" é inspirada no Projeto Manhattan (com o título sendo uma citação do Bagavadguitá usada por J. Robert Oppenheimer pouco após a detonação da primeira bomba nuclear), "The Pilgrim" se baseia na jornada do Mayflower, e "The Longest Day" conta sobre o Dia D.
A divulgação do álbum deu-se através da turnê A Matter of Life and Death Tour, na qual a banda tocou o álbum na íntegra.

## Faixas
| N.º            | Título                                | Compositor(es)                 | Duração |  |
| 1.             | "Different World"                     | Adrian Smith, Steve Harris     | 4:17    |  |
| 2.             | "These Colours Don't Run"             | Smith, Harris, Bruce Dickinson | 6:52    |  |
| 3.             | "Brighter Than a Thousand Suns"       | Smith, Harris, Dickinson       | 8:44    |  |
| 4.             | "The Pilgrim"                         | Janick Gers, Harris            | 5:07    |  |
| 5.             | "The Longest Day"                     | Smith, Harris, Dickinson       | 7:48    |  |
| 6.             | "Out of the Shadows"                  | Dickinson, Harris              | 5:36    |  |
| 7.             | "The Reincarnation of Benjamin Breeg" | Dave Murray, Harris            | 7:21    |  |
| 8.             | "For the Greater Good of God"         | Harris                         | 9:23    |  |
| 9.             | "Lord of Light"                       | Smith, Harris, Dickinson       | 7:25    |  |
| 10.            | "The Legacy"                          | Gers, Harris                   | 9:20    |  |
| Duração total: | Duração total:                        | Duração total:                 | 71:53   |  |

DVD bônus
1. The Making Of A Matter Of Life And Death (30:15)
2. The Reincarnation Of Benjamin Breeg (video clipe) (7:23)
3. Different World (studio footage) (4:17)
4. Galeria de Fotos (5:36)

## Integrantes
| Críticas profissionais | Críticas profissionais |
| Avaliações da crítica  | Avaliações da crítica  |
| Fonte                  | Avaliação              |
| ---------------------- | ---------------------- |
| About.com              | [ 2 ]                  |
| Sputnikmusic           | [ 3 ]                  |
| Allmusic               | [ 4 ]                  |
| BBC Music              | favorável              |
| Metal Hammer           | 10/10                  |
| PopMatters             | 8/10                   |
| Classic Rock           | 9/10                   |
| Entertainment Weekly   | B−                     |
| Exclaim!               | mixed                  |
| IGN                    | 8.3/10                 |

- Bruce Dickinson – voz
- Dave Murray – guitarra
- Adrian Smith – guitarra, guitarra sintetizada em "Brighter than a Thousand Suns" e segunda voz
- Janick Gers – guitarra
- Steve Harris – baixo, teclado e segunda voz
- Nicko McBrain – bateria

### Equipe técnica
- Kevin Shirley – produção, mixagem e engenharia
- Drew Griffiths – engenheiro
- Archibald Alexander MacKenzie – engenheiro
- Tim Bradstreet – ilustração da capa, direção de arte, design
- Grant Goleash – ilustração da capa, direção de arte, design
- Simon Fowler – fotografia
- John McMurtrie – fotografia

## Performance nas paradas
| País               | Parada musical (2006)       | Melhor posição |
| ------------------ | --------------------------- | -------------- |
| Austrália          | ARIA Charts                 | 12             |
| Áustria            | Ö3 Austria Top 40           | 4              |
| Bélgica (Flanders) | Ultratop                    | 8              |
| Bélgica (Wallonia) | Ultratop                    | 7              |
| Canadá             | Canadian Albums Chart       | 2              |
| Dinamarca          | Tracklisten                 | 8              |
| Finlândia          | The Official Finnish Charts | 1              |
| França             | SNEP                        | 5              |
| Alemanha           | Media Control Charts        | 1              |
| Irlanda            | Irish Albums Chart          | 5              |
| Itália             | FIMI                        | 1              |
| Japão              | Oricon                      | 11             |
| Holanda            | MegaCharts                  | 7              |
| Nova Zelândia      | RIANZ                       | 16             |
| Noruega            | VG-lista                    | 2              |
| Polônia            | Polish Music Charts         | 1              |
| Portugal           | AFP                         | 11             |
| Espanha            | PROMUSICAE                  | 4              |
| Suécia             | Sverigetopplistan           | 1              |
| Suíça              | Swiss Hitparade             | 2              |
| Reino Unido        | Official Albums Chart       | 4              |
| Estados Unidos     | Billboard 200               | 9              |
| País               | Parada musical (2010)       | Melhor posição |
| Grécia             | IFPI Greece                 | 63             |

| Single                                | Parada musical (2006)   | Melhor posição |
| ------------------------------------- | ----------------------- | -------------- |
| "The Reincarnation of Benjamin Breeg" | Finnish Singles Chart   | 1              |
| "The Reincarnation of Benjamin Breeg" | French Singles Chart    | 70             |
| "The Reincarnation of Benjamin Breeg" | German Singles Chart    | 39             |
| "The Reincarnation of Benjamin Breeg" | Irish Singles Chart     | 18             |
| "The Reincarnation of Benjamin Breeg" | Norwegian Singles Chart | 9              |
| "The Reincarnation of Benjamin Breeg" | Swedish Singles Chart   | 1              |
| "The Reincarnation of Benjamin Breeg" | Swiss Singles Chart     | 74             |
| "Different World"                     | German Singles Chart    | 40             |
| "Different World"                     | Irish Singles Chart     | 39             |
| Single                                | Parada musical (2007)   | Melhor posição |
| "Different World"                     | Finnish Singles Chart   | 1              |
| "Different World"                     | French Singles Chart    | 99             |
| "Different World"                     | Italian Singles Chart   | 3              |
| "Different World"                     | Swedish Singles Chart   | 52             |
| "Different World"                     | UK Singles Chart        | 3              |

## Certificações
| País        | Certificação                | Vendas   |
| ----------- | --------------------------- | -------- |
| Alemanha    | Ouro - BM                   | 100.000+ |
| Brasil      | Ouro                        | 50.000+  |
| Canadá      | Ouro - Music Canada         | 50.000   |
| Finlândia   | Platinum - IFPI Finlândia   | 30.000   |
| Grécia      | Ouro -                      | 10.000   |
| Reino Unido | Ouro - BPI                  | 100.000  |
| Suécia      | Ouro - IFPI Svenska Gruppen | 30.000   |
| Suíça       | Ouro - IFPI                 | 15.000   |